# راگبی تگ

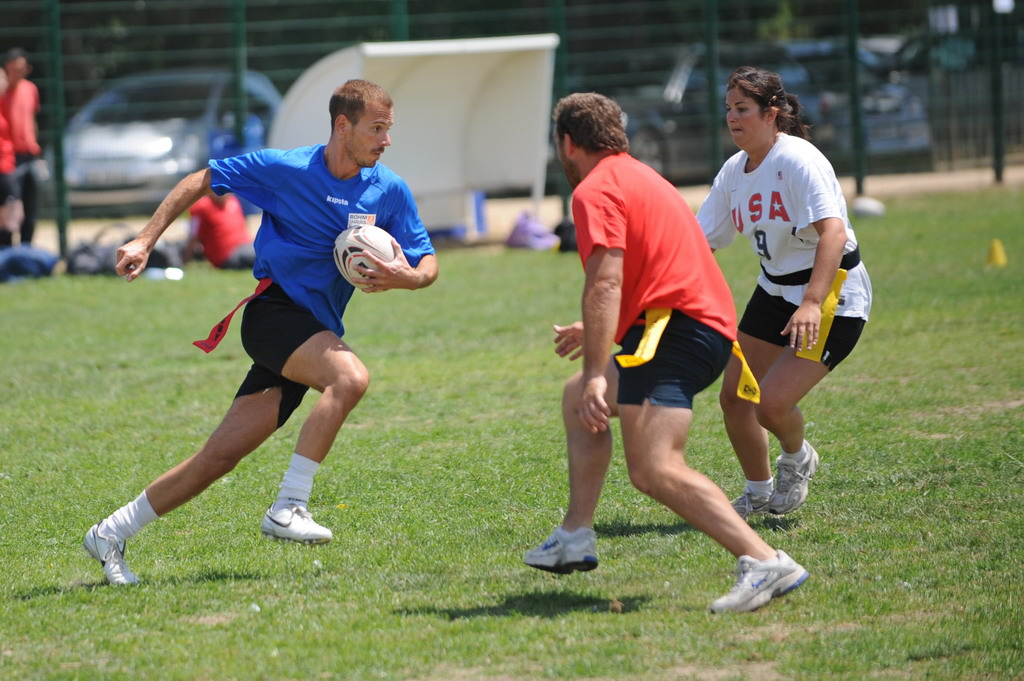
یک بازی راگبی تگ

راگبی تگ (به انگلیسی: Tag rugby) ورزشی از دسته ورزش‌های راگبی می‌باشد. این ورزش جزء ورزش‌های بدون تماس محسوب می‌شود. قوانین راگبی تگ بسیار به قوانین ورزش راگبی تاچ نزدیک است. این ورزش در کشورهای استرالیا، انگلستان، ایرلند و نیوزیلند ورزشی محبوب می‌باشد.